# Pontus Edgren
Pontus Edgren, född 1969, var mellan 2013-2024 VD för produktionsbolaget FLX, som han också ägde tillsammans med Felix Herngren. FLX såldes mot slutet av Edgrens FLX-period till SF Studios / Bonnier. 2024 grundade Edgren produktionsbolaget IVY Prodco AB tillsammans med författaren Ulf Kvensler och producenten och författaren Eleonor Sager. 
Innan Edgren började arbeta som VD på FLX var han bl a VD för produktionsbolaget Jarowskij och management konsult på McKinsey & Co. Edgren har skrivit manus till flera prisbelönta TV-produktioner. Han är även en av skaparna av tv-serien Solsidan. År 2019 var han med i Solsidan som skådespelare och samma år spelade han rollen som Patrik Delborn i TV-serien Enkelstöten. 
Pontus Edgren är barnbarnsbarn till generalkonsul Anton Edgren och barnbarn till konsul Folke Edgren.